# Nazilli
Nazilli – miasto w Turcji w prowincji Aydın.
Według danych na rok 2000 miasto zamieszkiwało 105 665 osób.
Jest drugim co do wielkości miastem w prowincji.